# The Soaked Lamb
Formada em 2006, a banda portuguesa de blues The Soaked Lamb, composta por seis músicos multi-instrumentistas, tem a sua origem na decisão de Miguel Lima (o baterista) de gravar um CD. As gravações deste ocorreram no apartamento de um dos membros (Afonso Cruz), tendo acontecido que nunca tocaram juntos, mas foram gravando (alguns dos músicos nem sequer chegaram a se conhecer nessa altura) e, só após concluídas as gravações, começaram os ensaios para poderem tocar ao vivo, pelo que a banda nasceu de um disco, e não o contrário. Tendo sido totalmente gravado em casa, o primeiro álbum da banda intitula-se Homemade Blues, e é um disco de música artesanal gravado ao longo de quase um ano.
Uma vez que todos os membros da banda exercem outras profissões, as gravações tinham lugar aos domingos. Como o dono da casa preparava, ocasionalmente, ensopado de borrego, foi graças à ementa de domingo que a banda ganhou o seu nome.
O título do segundo disco dos The Soaked Lamb, Hats and Chairs, é uma referência à sua imagem em palco, já que para os concertos os músicos optaram por um visual retro, em consonância com o estilo musical que praticam e que não dispensa o uso de chapéu, e por tocarem sentados.
Já tocaram em todo o país e participaram em bandas sonoras de filmes, com destaque para A Arte de Roubar de Leonel Vieira.

## Membros
- Miguel Lima (bateria e percussão),
- Tiago Albuquerque (trompete, clarinete, saxofone, guitarra, concertina e ukulele),
- Mariana Lima Balas (voz, saxofone e ukulele),
- Vasco Condessa (piano, concertina e outras teclas),
- Afonso Cruz (voz, guitarra, banjo, ukulele, harmónica e lap steel)
- Gito Lima (contrabaixo).
- Fast Eddie Nelson (voz, guitarra, banjo e lap steel)

## Discografia
- 2007 - Homemade Blues
- 2010 - Hats and Chairs
- 2012 - Evergreens
- 2021 - Two To Two